# Марк Клавдий Умидий Квадрат
Марк Клавдий Умидий Квадрат (на латински: Marcus Claudius Ummidius Quadratus; † 182 г.) е политик и сенатор на Римската империя през края на 2 век.

## Биография
Произлиза от Pompeiopolis в Пафлагония. Син е на Гней Клавдий Север и на първата му съпруга Умидия Квадрата, племенница на Марк Аврелий. Квадрат е половин брат на Тиберий Клавдий Север Прокул (консул 200 г.) от втория брак на баща му с Ания Аврелия Галерия Фаустина, дъщеря на император Марк Аврелий и Фаустина Млада.
Марк Квадрат е вероятно осиновен от Марк Умидий Квадрат Аниан (консул 167 г.). Заедно с Тиберий Клавдий Помпеян Квинтиан и други подготвят през 181/182 г. заговор против император Комод, така наречения Луцила-заговор. През 182 г. Квадрат е екзекутиран.